# Medaille van de Roem van het Ouderschap
De Medaille van de Roem van het Ouderschap (Russisch: Медаль Родительская Слава) is een onderscheiding van de Russische Federatie. De op 7 september 2010 ingestelde medaille is de opvolger van de Sovjet-Orde Medaille van het Moederschap (Russisch: "Медаль материнства"). 
In de Sovjet-Unie werd de moeder van het grote gezin onderscheiden. Bij uitzondering heeft één man de ster van een Moeder-Heldin mogen dragen. De moderne onderscheiding wordt aan beide ouders, of adoptiefouders, uitgereikt.
De Russische onderscheiding wordt verleend voor het succesvol grootbrengen van een gezin met 4 of meer kinderen. Men ontvangt het kruis wanneer het jongste kind drie jaar oud wordt en de andere drie kinderen, behoudens bijzondere omstandigheden, nog in leven zijn. Die "bijzondere omstandigheden" zijn precies omschreven; het betreft sneuvelen in dienst van het moederland, arbeidsongevallen of daaraan gerelateerde ziekten en sterven tijdens het uitvoeren van werk voor de gemeenschap. Met "succesvol" wordt onder andere harmonieuze, gezonde opvoeding bedoeld. Daarin moeten ook sport, onderwijs en het bijbrengen van normen en waarden een rol spelen. Het gezin moet een voorbeeldfunctie als instituut en bij het grootbrengen van kinderen hebben vervuld.
Het statuut is gelijk aan dat van de in 2007 ingestelde Orde van de Roem van het Ouderschap, maar daar gaat het om een gezin met zeven kinderen.
Het versiersel is een verguld zilveren ronde medaille  met een afbeelding van het kruis van de orde. De vlakke gouden achterzijde draagt de tekst "ЗА ВОСПИТАНИЕ ДЕТЕЙ" (Russisch voor Voor het opvoeden van kinderen). De diameter is 32 millimeter.
Voor gebruik op minder plechtige gelegenheden ontvangt men een kleine uitvoering van de onderscheiding aan een wit lint met twee smalle blauwe strepen door het midden. Dames dragen de medaille aan een strik van het lint op de linkerschouder.
Hoogste eretitels van de Russische Federatie

Held van de Russische Federatie ·
Held van de Arbeid

Orden van de Russische Federatie

Sint-Andreas de Eerstgeroepene ·
Sint-George ·
Verdienste voor het Vaderland ·
Heilige Catharina de Grote Martelares ·
Alexander Nevski ·
Soevorov ·
Oesjakov ·
Zjoekov ·
Koetoezov ·
Nachimov ·
 Dapperheid ·
Militaire Verdienste ·
Maritieme Verdienste ·
Eer ·
Vriendschap ·
Roem van het Ouderschap

Onderscheidingstekens van de Russische Federatie

Sint-Georgekruis ·
Onderscheidingsteken voor Goede Daden ·
Onderscheidingsteken voor Onberispelijke Dienst

Medailles van de Russische Federatie

Dienen van het Moederland ·
Moed ·
Soevorov ·
Oesjakov ·
Zjoekov ·
Nesterov ·
Poesjkin ·
Verdedigers van het Vrije Rusland ·
Bewaken van de Openbare Orde ·
Verdedigen van de Grenzen ·
Redden van Stervenden ·
Landbouw ·
Ontwikkeling van spoorwegen ·
Kernenergie-onderzoek ·
Ruimteonderzoek ·
Roem van het Ouderschap

Herinneringsmedailles die tot 2010 staatsonderscheiding waren

50 jaar Overwinning ·
60 jaar Overwinning ·
65 jaar Overwinning ·
300 jaar Russische Marine ·
850 jaar Moskou ·
100 jaar Trans-Siberische Spoorweg ·
Al-Russische volkstelling ·
300 jaar Sint-Petersburg ·
1000 jaar Kazan

Herinneringsmedailles

70 jaar Overwinning

Certificaten van de President van de Russische Federatie

 Erecertificaat ·
Certificaat van Dankbaarheid